# Casaletto Vaprio
Casaletto Vaprio és una localitat i comune italiana de la província de Cremona, regió de Lombardía.